# Драйв (фильм, 1997)
«Драйв» (англ. Drive) — научно-фантастический боевик Стива Ванга, снятый в 1997 году.

## Сюжет
В порт Сан-Франциско из Гонконга прибывает грузовое судно, с загадочным пассажиром по имени Тоби Вонг на борту. Он бежит от корпорации Леунг, в поисках свободы в США. Однако Тоби преследует наемник Вик Мэдисон со своей командой по заданию мистера Лао, главы Леунг. Оторвавшись от банды Мэдисона, Тоби скрывается в глубинке Калифорнии. По пути, рано утром, он заходит в бар, чтобы промочить горло, но несколько мгновений спустя, за ним заходят преследователи. В ходе перестрелки, Тоби берет в заложники местного Малика Броуди и сбегает с ним на его машине.
По дороге, Тоби рассказывает Малику о своих намерениях и, угрожая оружием, требует отвезти его в Лос-Анджелес. У Малика не остаётся выбора, как подчиниться своему похитителю. Во время их путешествия, их останавливает наряд полиции, и Малик жестами показывает, что ему нужна помощь. Их задерживают, но вместо участка везут в заброшенную промзону, где их уже ждёт Вик Мэдисон. Тоби сдаваться не намерен, и устраивает зрелищный бой, используя полностью свои способности и повсюду его окружающие предметы.
Они спасаются и едут дальше на машине Малика, которую оставили неподалёку на месте задержания продажные полицейские. Малик требует объяснений, и Тоби раскрывается, что ему вживлен имплантат, который увеличивает его силу и ускоряет реакцию. Сделали это в Гонконге, в корпорации Леунг. Тоби — прототип идеального убийцы, но он больше не хочет на них работать. В Лос-Анджелесе есть компания Кон Тек, которая готова выкупить прототип, и обеспечить Тоби прикрытие. Если Малик поможет ему, то он отдаст ему половину от 5 000 000 долларов со сделки.
У их Доджа Челенджера перегревается двигатель, и им нужно срочно найти место для ремонта. Они останавливаются в дорожном мотеле, где есть гараж. Напарников встречает энергичная дочь владельца мотеля Деливеренс, которая осталась за заведующую. Пока родителей нет, она сдаёт им комнату и показывает гараж, при каждой возможности флиртуя с Маликом. Тоби почти сразу ложится спать, а Малик занимается машиной. К Вику Мэдисону поступает подкрепление, и с новыми силами они совершают облаву на мотель. Сверх обостренные чувства не дают Тоби быть застигнутым врасплох, и он даёт бой нападающим, активно используя окружающую обстановку и выдерживая при этом высокий темп.
Отбившись от бандитов в номере, Тоби спешит к Малику в гараж, где тому помогает Деливеренс. Когда Тоби, казалось бы, уже определил бой в свою пользу, Мэдисон достаёт гранатомёт и стреляет в мотель. Компания успевает спастись на машине нападавших. Оставив девушку в безопасном месте, друзья отправляются к месту встречи с агентами Кон Тек. В это время, побитый Мэдисон докладывает своему нанимателю о провале. Мистер Лао, предвидев очередную неудачу, посылает к нему новый, улучшенный экземпляр. Мэдисон обязан подчиняться ему, но теперь Лао разрешает убить Тоби.
Место встречи оказывается крупным баром в пустынной местности. Друзей вычисляют агенты и приглашают их на разговор, в ходе которого им открывают, что в импланте установлен маячок для слежения. В бар заходит мужчина в пальто и чёрных очках. Тоби понимает, что сейчас произойдёт неладное. Агенты это замечают и готовятся к худшему, когда в бар врываются мотоциклисты с оружием, и завязывается бой. Тоби устраняет нападающих, и агенты погибают. Когда друзья остаются один на один с усовершенствованной моделью, Тоби говорит Малику, чтобы тот уходил. Малик покидает бар, но на выходе его встречает Мэдисон с помощником. С трудом Тоби одерживает победу в неравном поединке, и вдвоём с Маликом, в итоге, они расправляются с Мэдисоном и его шайкой.

## В ролях
- Марк Дакаскос — Тоби Вонг
- Кадим Хардисон — Малик Броуди
- Джон Пайпер-Фергюсон — Вик Мэдисон
- Уолтер Трейси — Дикобраз
- Бриттани Мерфи — Деливеренс
- Джеймс Шигета — мистер Лао
- Сибасаки Ко — Сакаи Сумири/Sakai Sumire
- Сэна Латан — Кэролайн Броуди
- Масайа Като — Продвинутая модель

## Альтернативный монтаж
Существует режиссёрская версия фильма, которая длиннее прокатной на 15 минут. Речь идёт о 5 сценах, которые были укорочены, так как не имеют ничего общего с повествованием, или прямо не влияют на сюжет.

## Награды
- Стив Ванг — победитель в категории Лучший иностранный фильм (Best International Film) на кинофестивале «Фантазия» 1998.